# Cité des Kroumirs
La cité des Kroumirs, était un groupe d'habitations situé dans le quartier de la Gare dans le 13e arrondissement de Paris, aujourd'hui disparue.

## Situation
C'était un vaste terrain de cent cinquante mètres de long sur trente de large, appartenant à l'Assistance publique, situé le long de la principale rue de la Cité Doré, parallèle au boulevard de la Gare « une sorte d'égout à ciel ouvert dans lequel on accède par la place Pinel ; la voie qui mène de la place au fond de cette cité est un chemin de terre boueux dans lequel on enfonce profondément, parsemé de larges flaques d'une boue noirâtre et puante »,.

## Origine du nom
Les Kroumirs sont une population de la frontière algéro-tunisienne, habitant la Kroumirie, et réputée autrefois pillarde, qui ont pris place dans le vocabulaire populaire, en devenant une expression de mépris, un chiffonnier tombé dans la misère la plus profonde.

## Historique
Il y avait en 1857, une superficie de 8 139 m2 qui a été réduite à diverses époques par suite d'ouverture de rues où d'aliénation partielle. Il était alors loué, à titre précaire, par l'Assistance publique à monsieur Mansuy moyennant un loyer annuel de 412 francs.
Monsieur Marteau succéda à monsieur Mansuy, le 1er avril 1865, moyennant un loyer de 1 000 francs par mois. Cette location parait avoir cessé en 1872. Depuis cette date jusqu’à 1878, le terrain est resté vacant.
En fait M. Pottier continua à occuper 250 mètres environ. Le 1er avril 1878, le terrain, resté vacant, fut loué, moins la parcelle concédée à M. Pottier, à M. Dorlia, moyennant 200 francs par an.
Le 1er avril 1880, M. Dupré se rendit, à son tour, locataire de la portion principale du terrain, à raison de 600 francs par an. L'Administration retira ensuite à M. Pottier, le 1er novembre 1880, la parcelle qu'il occupait, et la réunit à la location principale consentie à M. Dupré, en augmentant le loyer de 400 francs.
Les constructions qui existent sur le terrain ont été élevées par des sous-locataires de M. Dupré, sans autorisation mais aussi sans opposition de la part de l'Administration,.
Voici quelques indications sommaires sur ces étranges demeures :
1. À droite de l'allée principale, une construction en planches, occupée par un maréchal-ferrant, sa femme et son enfant, puis la forge ;
2. Une habitation occupée par un raffineur, sa femme, son enfant et sa sœur, et dont une autre partie est affectée à l'usage de garni (six locataires) ; bien que couverte en carton bitumé, elle est dans d'assez bonnes conditions ; le plafond est en planches, le sol est pavé, la cour est propre ;
3. Maisonnette en briques et plâtre, couverte en tuiles, plafonnée, pavée et planchéiée ; elle est habitée par un ouvrier au chemin de fer, et sa famille composée de six personnes. Il y a trois pièces ; 120 francs par an;
4. Habitation d'un teinturier, de sa femme et de ses trois enfants ; deux pièces humides, infectes, salpêtrées. Un tonneau sert de lieu d'aisance. Ce logement a été fait par un autre locataire, qui n'y habite plus ; 200 francs par an;
5. Terrains à louer, renfermant des débris de toute nature ; une large brèche les fait communiquer avec la cité Doré ;
6. Habitation en moellons, perpendiculaire à l'allée, composée de trois pièces ; sol en terre, irrégulier : il n'y a qu'un jour très insuffisant dans la première pièce ; ménage avec deux enfants ;
7. Terrain rempli de gravois ;
8. Cahutte en planches, sol en contrebas, en terre, irrégulier. Ménage avec deux enfants ; le locataire paie 60 francs de loyer ; il a acheté sa cahutte 200 francs ;
9. Habitation dont le sol est en terre, en contrebas ; pièces obscures, fenêtres étroites. La famille se compose du père, de la mère et de quatre enfants ; misère affreuse; 60 francs de loyer ;
10. Terrain libre avec une ouverture sur le passage de la cité Doré;
11. Ménage d'un cordonnier, composé de cinq personnes; sol en terre ; 60 francs par an ;
12. Ménage de quatre personnes; construction en moellons; pièces obscures, sales, humides; grabats; 60 francs ;
13. Terrain en construction et terrain libre ;
14. Abri en planches, toiture en carton bitumé, très basse; sol en terre ; habité par un carreleur ;
15. Construction en carreaux de plâtre, qui avance sur la voie centrale ; deux ménages ;
16. Derrière cette maison et sur l'alignement des autres constructions, existe une grande baraque en planches, de forme fantastique, occupée par dix personnes isolées. Les trois pièces du rez-de-chaussée ressemblent à des boîtes : en face de l'entrée de la largeur d'une porte étroite, se trouve le grabat ; l'air et la lumière n'y pénètrent que quand la porte est ouverte. Ces boîtes sont louées à raison de 4, 5 et 6 francs par mois. L'une des locataires fait des sacs, l'autre est chiffonnière ; le 3e est cambrurier[6]. On parvient au 1er étage par un escalier en marches obliques, dangereux. À droite de l'escalier, il y a une soupente occupée dans toute, la largeur par un lit au bout duquel se trouve le poêle, puis la fenêtre ; là demeurent un ouvrier serrurier et sa femme hémiplégique ; ils paient 8 francs par mois. À droite, chambre assez vaste habitée par un ouvrier cordonnier, sa femme et ses 2 enfants ; 8 francs par mois. Il existe un 2e étage, où l'on monte à l'aide d'une échelle placée à l'extérieur : c'est le gîte du propriétaire de la baraque. Il paie, lui, 60 francs de location annuelle et, par son exploitation de la misère des autres, il reçoit 372 francs ; en outre, il est logé gratuitement.
17. Terrain où sont remisées des voitures de fabricants de paniers ambulants
18. Chantier de bois; 95 francs par an;
19. Demeure d'un journalier avec cinq personnes. Sol en terre, en contrebas ; toiture en planches servant de plafond ;
20. Ménage  de quatre personnes, avoisinant la rue Jenner; 140 francs par an ;
21. Maison d'un croûtier[7], donnant rue Jenner; 100 francs.

En revenant de la rue Jenner vers la place Pinel, il y avait :
1. Maison en moellons habitée par un fabricant de cambrures, avec trois personnes ; sol en terre, atelier en planches ; un trou sert de cabinet d'aisance ;
2. Habitation composée de deux pièces ; deux ménages, un maçon, un brasseu), n'ayant qu'un enfant ; sol planchéié et carrelé, plafond en papier ; un poulailler ; 60 francs par an.

etc.
En 1881, la police est intervenue deux fois, pour vagabondage et ivresse, et a fait deux arrestations. Du point de vue médical, on y rencontre les mêmes maladies qu'à la cité voisine. 
La cité est démolie dans les années 1882-1885.